# امیرحسین محمودی
امیرحسین محمودی بازیکن فوتبال اهل ایران است که در پست هافبک در باشگاه پیام مشهد بازی می‌کند.
از باشگاه‌هایی که در آن بازی کرده‌است می‌توان به اترک بجنورد، آلومینیوم اراک و عقاب تهران شاره کرد.

## دوران باشگاهی
امیرحسین محمودی فوتبال حرفه‌ای خود را در تیم جوانان سایپا آغاز کرد و سپس به تیم جوانان پرسپولیس پیوست. وی در سال ۲۰۱۸ و ۲۰۱۹ برای تیم استقلال تهران پیوست. وی در سال ۲۰۲۰ بعد از جدایی از استقلال تهران به تیم فوتبالاترک بجنورد پیوست و بعد از جدایی از تیم دسته یکی اترک بجنورد در سال ۲۰۲۱ با قراردادی به تیم فوتبال آلومینیوم اراک پیوست و در لیگ برتر ایران مشغول بازی برای تیم آلومینیوم اراک شد.